# Kristall-Wasserfloh
Der Kristall-Wasserfloh (Sida crystallina) ist eine Art aus der Gattung Sida innerhalb der Blattfußkrebse (Phyllopoda). Die Tiere leben im Süßwasser und gehören zum  Zooplankton, dem tierischen Teil des Plankton. Sie sind in der Paläarktis (Europa und Asien) verbreitet und ernähren sich von pflanzlichem Plankton (Phytoplankton), das sie mit Hilfe ihrer Blattbeine aus dem Wasser filtern.

## Merkmale
Der Kristall-Wasserfloh ist eine vergleichsweise große Art der Blattfußkrebse im Plankton und gehört zu den größten Arten der Wasserflöhe. Die Weibchen erreichen eine Körperlänge von drei bis vier Millimetern, die Männchen sind mit einer Länge von etwa zwei Millimetern deutlich kleiner. Der Körper ist von einer für die Ctenopoda typischen zweiteiligen und bauchseitig offenen Schale umgeben, die glasartig und durchsichtig ist.
Der relativ große Kopf ohne Helm ist vom Körper deutlich abgesetzt. Die großen Komplexaugen bestehen aus mehreren großen Kristallkegeln und am Hinterkopf befindet sich ein auffälliges und dreiteiliges hufeisenförmiges Haftorgan. Dieses wird von der äußeren Cuticula gebildet und enthält eine große Zahl an Fäden, die einen Klebanker tragen und über eine Trennvorrichtung mit der Epicuticula verbunden sind. Die beiden ersten Antennen sind stabförmig und mit je neun Papillen ausgestattet, die als Sinnesorgane für die chemische Sensorik wirken. Die zu Ruderbeinen ausgebildeten und stark beweglichen zweiten Antennen besitzen je ein sehr kräftiges Basalglied sowie einen dreigliedrigen Außenast mit zehn Ruderborsten und einen etwas kürzeren zweigliedrigen Innenast mit fünf Schwimmborsten. Die Antennen der Männchen sind dabei deutlich kräftiger und größer als die der Weibchen. Innerhalb der Schale finden sich sechs Blattfußpaare, bei denen das dritte und vierte Thoraxbeinpaar mit sekundären Borsten (Setulae) zum Filtern der Nahrung aus dem Plankton besetzt sind.

## Verbreitung
Der Kristall-Wasserfloh kommt im Süßwasser in der gesamten Paläarktis, also in Europa sowie in Asien, vor. Das Verbreitungsgebiet reicht von Island bis zur Pazifikküste im Fernen Osten, nach Osten hin wird die Art allerdings seltener. Die Breitengrenzen erstrecken sich von der Arktis auf Svalbard über die Subarktis bis zum Mittelmeer, Transkaukasien, Indien und möglicherweise auch Bangladesch. 

## Lebensweise
Der Kristall-Wasserfloh lebt im Süßwasser und kommt vor allem in Seen und großen Teichen vor. Er lebt im Plankton und setzt sich mit Hilfe seines Haftorgans an Pflanzenmaterial fest. Damit ist er in der Regel nicht freischwimmend, sondern meist nahezu sessil an Schwimm- und Tauchblattpflanzen. Für einen Ortswechsel werden die Anker der Haftorgane gelöst, wobei die benutzten Ankerfäden an den Pflanzen verbleiben. Als Bildung der Cuticula werden sie bei jeder Häutung ersetzt. Über die Befestigung an Wasserpflanzen können die Tiere Schutz finden vor ihren Beutegreifern, vor allem Jungfischen; zugleich ermöglicht ihnen die Ablösung den Wechsel ihrer Ankerplatzes und die freischwimmende Nahrungsaufnahme. Anders als andere Wasserflöhe neigen sie weniger zu täglichen vertikalen Wanderungen im Wasserkörper und häufig bilden sie Gruppen mit höherer Bestandsdichte, in denen dann bis zu 5000 Individuen vorkommen können.

### Ernährung
Sie ernähren sich, indem sie mit ihren Blattbeinen pflanzliches Plankton aus dem Wasser filtrieren und den Mundwerkzeugen zuführen. Im Vergleich zu kleineren Arten der Wasserflöhe besitzen sie dabei relativ grobmaschige Filter an den Beinen und filtern entsprechend große Partikel aus dem Wasser. Die Nahrungsaufnahme findet in der Regel nachts statt, sie fressen jedoch auch tagsüber. Die Fraßmenge nimmt nachts um ein Drittel zu, was mit den meisten pflanzenassoziierten Zooplanktonarten übereinstimmt. Sie haben eine relativ hohe Stoffwechselrate, die vergleichsweise höher ist als bei anderen Wasserflöhen. Eine Studie konnte zeigen, dass die Filtrationsrate mit steigender Nahrungskonzentration abnimmt. Zudem tritt eine erhöhte Atmung auf, wenn ein großes Nahrungsangebot vorhanden ist. Dies ist höchstwahrscheinlich auf den erhöhten Stoffwechselbedarf zurückzuführen, um die vermehrte Reinigung der Filterborsten zu unterstützen, und kann auch dazu führen, dass die Tiere verhungern, weil sie den erhöhten Stoffwechselbedarf durch die verringerte aufgenommene Nahrung nicht decken können.
Bei Untersuchungen mit einer Mischung von Polystyrolkugeln und Algenpartikeln konnte festgestellt werden, dass die Tiere ihre Nahrung vergleichsweise unselektiv aufnehmen; bei dem Experiment nahmen sie etwa ebenso viele Kunststoff- wie Algenpartikel auf.

### Fortpflanzung
Die Tiere können sich geschlechtlich und ungeschlechtlich vermehren, was von den Umweltbedingungen abhängig ist. Die primäre Fortpflanzungsart ist jedoch ungeschlechtlich durch Parthenogenese. Bei Vorhandensein bestimmter Reize wie hoher Bestandsdichten, mangelnder Nahrungsverfügbarkeit oder aufgrund kürzerer Tageslichtperioden schalten sie auf sexuelle Fortpflanzung um.
Der Fortpflanzungszyklus beginnt in der Regel im März oder April, je nach Umweltfaktoren. Die Eierproduktion scheint in den Frühlings- und Herbstmonaten hoch und in den Sommermonaten niedrig zu sein. Im Oktober geht die Mehrheit der Weibchen zur Produktion von Dauer- bzw. Wintereiern über, die erst im folgenden Frühjahr schlüpfen. Diese Veränderung wirkt sich auf die Struktur der Population im November und Dezember aus. Zu dieser Zeit werden die Weibchen sehr groß.

## Systematik

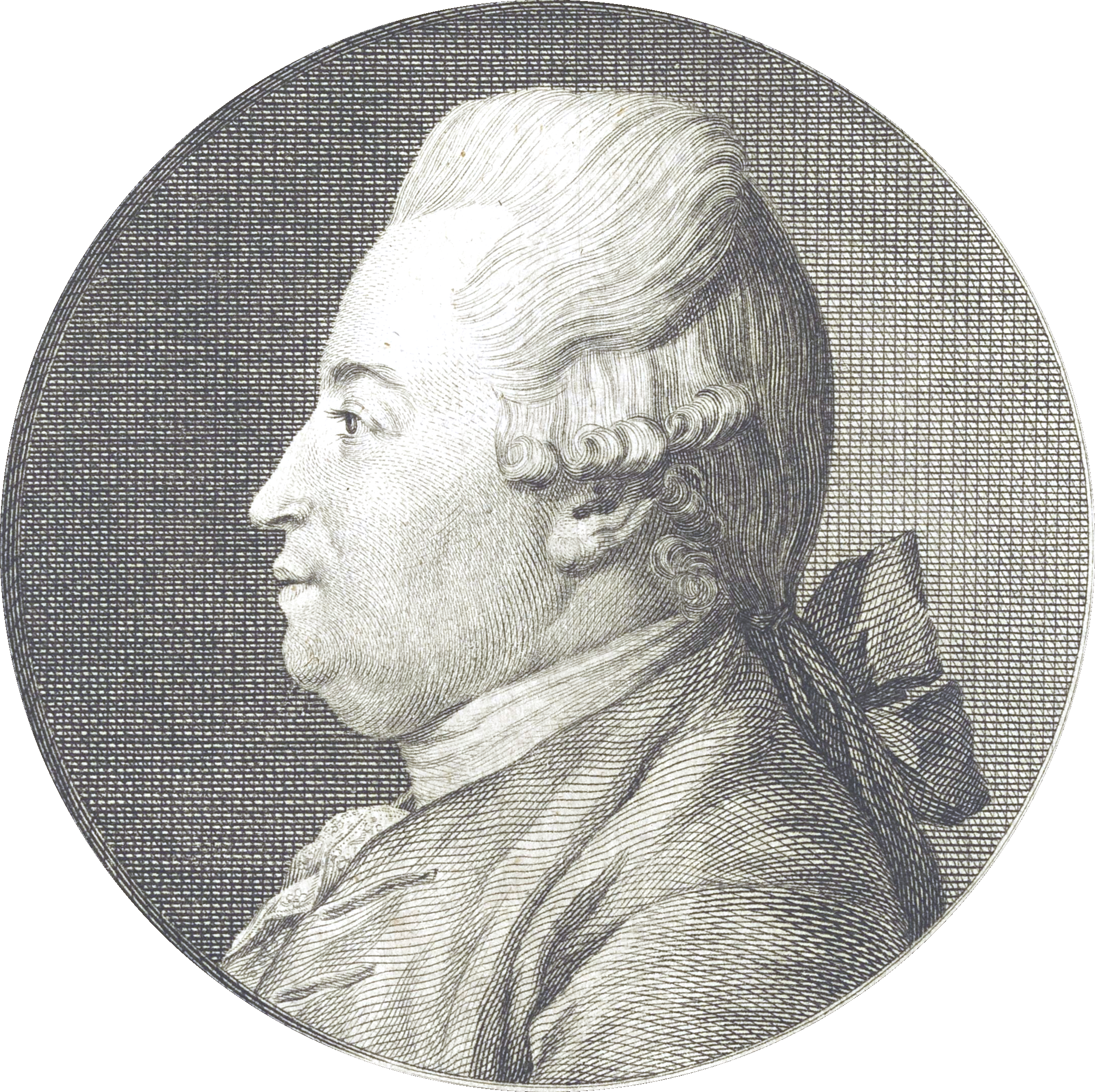
Otto Friedrich Müller, Erstbeschreiber des Kristall-Wasserflohs

Die Art wurde 1776 von Otto Friedrich Müller unter dem Namen Daphnia crystallina erstmalig wissenschaftlich beschrieben und so der damals gängigen Gattung der Wasserflöhe, Daphnia, zugeordnet.
Die Systematik der Gattung ist unklar. Teilweise wird sie als monotypische Gattung mit Sida crystallina als einziger Art mit mehreren Unterarten betrachtet, teilweise werden diese als eigenständige Arten angesehen. Nach aktuellem Stand gibt es drei bis vier Arten innerhalb der Gattung, neben dem Kristall-Wasserfloh sind dies Sida americana Korovchinsky, 1979 und Sida ortiva Korovchinsky, 1979 sowie die unsichere Art Sida angusta Dana, 1852.

## Belege
1. 1 2 3  Heinz Streble, Dieter Krauter: Das Leben im Wassertropfen: Mikroflora und Mikrofauna des Süßwassers. Ein Bestimmungsbuch. Franckh-Kosmos Verlag, 9. Auflage, Stuttgart 2002, ISBN 978-3-440-11966-2; S. 302.
2. 1 2 3  Hans Günzl: Der Haftapparat von Sida crystallina O.F. Müller (Crustacea, Ctenopoda) – eine singuläre Konstruktion im Tierreich. Jahreshefte der Gesellschaft für Naturkunde in Württemberg, 178. Jahrgang, 2022. doi:10.26251/jhgfn.178.2022.429-441.
3. 1 2 3 4 5 6 7  W. Cody Webster: Zooplankton of the Great Lakes: Sida crystallina, Website der Central Michigan University, abgerufen am 28. September 2024.
4. 1 2  Winfried Lampert, Ulrich Sommer: Limnoökologie. Georg Thieme Verlag, Stuttgart 1993, ISBN 3-13-786401-1; S. 237, 239.
5. ↑  S. Cerbin, D. J. Balayla & W. J. Van de Bund: Small-scale distribution and diel vertical migration of zooplankton in a shallow lake (Lake Naardermeer, the Netherlands). Hydrobiologia 491, 2003; S. 111–117. doi:10.1023/A:1024491011742
6. ↑  William R. DeMott: Discrimination between algae and artificial particles by freshwater and marine copepods. Limnology and Oceanography 33 (9), 1988; S. 397–408. doi:10.4319/lo.1988.33.3.0397.
7. ↑  Sida Straus, 1820 im World Register of Marine Species (WoRMS), abgerufen am 30. September 2024.